# Argyreia sumbawana
Argyreia sumbawana är en vindeväxtart som beskrevs av V. Ooststr. Argyreia sumbawana ingår i släktet Argyreia och familjen vindeväxter. Inga underarter finns listade i Catalogue of Life.